# Хангу
Хангу (汉沽) град је Кини у покрајини Тјенцин. Према процени из 2009. у граду је живело 243.133 становника.

## Становништво
Према процени, у граду је 2009. живело 243.133 становника.
| 1990.   | 2000.   | 2009    |
| ------- | ------- | ------- |
| 104.192 | 167.900 | 243.133 |